# 欧勝海成矢
欧勝海 成矢（おうしょううみ せいや、2001年5月12日 - ）は、石川県河北郡津幡町出身で、鳴戸部屋所属の現役大相撲力士。本名は深沢 成矢（ふかさわ せいや） 。身長184cm、体重148kg、血液型はA型。最高位は東十両3枚目（2025年7月場所）。

## 来歴

### 入門前
3人兄弟の次男で、実家は上矢田温泉「やたの湯」。兄の影響で相撲を始めて、小学校1年次から津幡町少年相撲教室に通った。小学校6年次にわんぱく相撲ベスト16、津幡町立津幡南中学校3年次に全国都道府県中学生相撲選手権大会団体優勝、全国中学校相撲選手権大会団体準優勝の実績を残している。中学校卒業後は、少年相撲教室の1年先輩の大の里の誘いで新潟県立海洋高等学校に進学し、3年次に選抜高校相撲十和田大会で団体準優勝などの実績を残した。当初「将来は地元で子供を指導できれば」程度の選手でしかしかないと自己評価していたが、高校卒業後は大学進学も選択肢に入る中で、大相撲の15代鳴戸（元大関・琴欧洲）の勧誘を中学生時代から受けていたため、鳴戸部屋へ入門することになった。

### 入門後
2020年3月場所で初土俵。同年11月場所では、同部屋の欧鈴木と優勝決定戦を戦い、寄り切りで勝って序二段優勝を決めた。その後三段目も1場所で通過し、2021年3月場所で幕下に昇進した。幕下2場所目の同年5月場所は左足首の負傷で途中休場し、初土俵以来初の負け越しとなった。休場明けの翌7月場所から四股名を「欧勝海」に改名した。師匠の現役時代の四股名から「欧」と「勝」を入れ、出身高校の名前の1文字であり海が好きなことに因んで「海」を入れたものである。改名場所からは2場所続けて勝ち越していたが、自己最高位の西幕下7枚目だった同年11月場所は1番目の相撲で左肩の靭帯を部分断裂して2番目から休場となり、5番目と6番目の相撲は再出場して取ったが7番目の相撲は再度休場となった。翌2022年1月場所も2番相撲から途中休場となり、その後は完治を目指して手術を受けたため2場所連続で全休。関節唇の手術から復帰した同年7月場所は西序二段6枚目で1番目の相撲から4連勝で勝ち越したが、鳴戸部屋関係者の新型コロナウイルス感染判明に伴って5番相撲から休場となった。三段目に復帰した9月場所は東三段目78枚目で7戦全勝優勝を決めた。幕下に復帰した同年11月場所以降も勝ち越しを続け、2023年11月場所では西幕下2枚目で4勝3敗の成績を残し、場所後に行われた番付編成会議で、2024年1月場所での新十両昇進が決定した。

### 十両昇進後
新十両昇進会見では初土俵からの3年半を「長いようで短かった」と振り返り「（大の里には）まだまだ負けているんで、早く追いつきたい」と意気込んだ。11月場所の際に母が目の手術で入院すると聞くと「ここで（昇進を）決めなきゃいけない」と気合が入ったという。1月場所は、14日目に関取として初めての勝ち越しを決めた。勝ち越しの際には「場所前には『勝ち越して、地元に元気を与えられるように』と言っていたので、それがかなえられてよかった。来場所にもつながる内容で良かった」と能登半島地震に遭った故郷を想うコメントを残した。
また、翌場所は自己最高位の東十両11枚目まで番付を上げ、10日目には当時193cm、167kgの巨漢である獅司を豪快に吊るなど力強い相撲もあったが、14日目に白熊に上手投げで破れ自身初の皆勤負け越しが決定、千秋楽も敗れ6勝9敗。
東十両13枚目となった5月場所、初日から3連敗し、中日から2度目の3連敗で10日目に負け越し決定、翌日も敗れ4連敗で9敗となった後、12日目から3連勝で盛り返したものの、千秋楽に幕下の木竜皇に敗れ5勝10敗、十両在位3場所で幕下へ陥落した。
西幕下3枚目となった7月場所、3勝2敗から對馬洋、栃大海との十両戦に連勝し5勝2敗で終え、場所後の同月31日の番付編成会議で再十両昇進が決定した。9月場所は西十両14枚目の地位で土俵に上がり、13日目に負け越しが確定、千秋楽には幕下の若碇に敗れ6勝9敗に終わり、「来場所の幕下転落を余儀なくされる状況」と報じられた。場所終了直後には同津幡町出身で、津幡町少年相撲教室で小学生のころからの1年先輩である幼馴染の大の里の幕内優勝パレード旗手を務めた。しかし他力士の成績との兼ね合いで11月場所は同じ西十両14枚目に残留となる。11月場所は左肩にテーピングをして土俵に上がり、10日目終了時点で9勝1敗と十両優勝争い首位タイであったが、11日目から途中休場、14日目から再出場し10勝3敗2休に終わる。
2025年1月場所は前場所から番付を5枚上げ西十両9枚目となり、中日まで6勝2敗と好調の後、9日目から4連敗し6勝6敗となったものの、13日目から3連勝で9勝6敗とし、3月場所は番付最高位を西十両4枚目に更新。初日勝利から抜け抜けの2勝2敗で迎えた5日目、水戸龍との取組に勝利した際に足を痛め、左リスフラン関節捻挫で2週間の休場を要する見込みとの診断書を提出し6日目から休場。

## 取り口
基本的には四つに組み合うのが主体であり、立ち合いまわしを引いて一気に出るのが良いパターンであるが、途中がっぷりに組む合う展開も多い。 右四つ・寄りを得意としているが、立ち合い相手の流れとなり左四つとなるパターンも多いため実況などでは「なまくら四つ」と言われることも多い。 また、土俵際で逆転の投げを打つことや吊り身に攻めることもある。

## エピソード
- 2024年11月場所直前の11月9日、部屋の九州後援会から唐津くんちの2番曳山「青獅子」をデザインした化粧廻しが贈られた。化粧廻しの制作費約240万円のうち半分を唐津市と玄海町がプロスポーツ交流事業として支援している[21]。
- 高校生の頃に「能水商店」の人気商品「ごっつぁんシリーズ」の開発に高校の食品科学コースで学ぶ相撲部員の立場で携わっており、パッケージには当時の欧勝海の姿が描かれている。関取昇進後には販促イベントにも協力している[16]。

## 主な成績
2025年7月場所終了現在

### 通算成績
- 通算成績：157勝98敗34休（32場所）

### 各段優勝
- 三段目優勝：1回（2022年9月場所）
- 序二段優勝：1回（2020年11月場所）

### 場所別成績
| | 一月場所 初場所（東京） | 三月場所 春場所（大阪） | 五月場所 夏場所（東京）   | 七月場所 名古屋場所（愛知） | 九月場所 秋場所（東京） | 十一月場所 九州場所（福岡） |
| --- | ----------------------- | ----------------------- | ------------------------- | --------------------------- | ----------------------- | --------------------------- |
| 2020年 （令和2年） | x                       | （前相撲）              | 感染症拡大 により中止     | 西序ノ口15枚目 5–2          | 東序二段79枚目 6–1      | 西序二段6枚目 優勝 7–0      |
| 2021年 （令和3年） | 東三段目15枚目 5–2      | 東幕下53枚目 5–2        | 西幕下33枚目 2–2–3        | 東幕下52枚目 6–1            | 東幕下23枚目 6–1        | 西幕下7枚目 2–2–3           |
| 2022年 （令和4年） | 東幕下21枚目 0–2–5      | 西幕下56枚目 休場 0–0–7 | 東三段目36枚目 休場 0–0–7 | 西序二段6枚目 4–0–3         | 東三段目73枚目 優勝 7–0 | 東幕下54枚目 4–3            |
| 2023年 （令和5年） | 西幕下45枚目 5–2        | 西幕下29枚目 5–2        | 東幕下22枚目 4–3          | 西幕下16枚目 4–3            | 西幕下11枚目 5–2        | 西幕下2枚目 4–3             |
| 2024年 （令和6年） | 西十両13枚目 8–7        | 東十両11枚目 6–9        | 東十両13枚目 5–10         | 西幕下3枚目 5–2             | 西十両14枚目 6–9        | 西十両14枚目 10–3–2         |
| 2025年 （令和7年） | 西十両9枚目 9–6         | 西十両4枚目 4–7–4       | 東十両9枚目 10–5          | 東十両3枚目 8–7             | x                       | x                           |
| 各欄の数字は、「勝ち-負け-休場」を示す。 優勝 引退 休場 十両 幕下 三賞：敢=敢闘賞、殊=殊勲賞、技=技能賞 その他：★=金星 番付階級：幕内 - 十両 - 幕下 - 三段目 - 序二段 - 序ノ口 幕内序列：横綱 - 大関 - 関脇 - 小結 - 前頭（「#数字」は各位内の序列） |                         |                         |                           |                             |                         |                             |

## 改名歴
- 深沢 成矢（ふかさわ せいや）2020年3月場所
- 欧深沢 成矢（おうふかさわ -）2020年7月場所 - 2021年5月場所
- 欧勝海 成矢（おうしょううみ -）2021年7月場所 -